# 李嵩 (天啓進士)
李嵩（？—17世紀），字影石，号景峰，直隸真定府冀州棗强縣人。

## 生平
李嵩為人厚重嚴毅，潜修寡交。萬曆四十三年（1615年）舉乙卯科順天鄉試一百三十六名，天启二年（1622年）中壬戌科進士，初授山西翼城縣知縣，鋭然有為，興教化，育人才，蠲减繁苛。五年考满，於崇祯元年（1628年）擢雲南道御史，直声震中外。五年，改任浙江道御史，巡按山西，两按秦晋，即绘图以进。宽其徭役，且苏驿递之困。八年升湖广按察司佥事，十二年加升参政，不久回籍。十五年起升太仆寺少卿，十六年被革职。
明亡仕清，復以例轉湖南監軍，會臨藍彬桂永道諸處猺寇猖獗，躬擐甲胄臨戎，密書姓字于衿，以自期必死，卒渠魁授首，竟息三百年烈焰。偏沅題請建坊衡州暨耒陽等邑，肖像祀之。顺治二年（1645年）升山東督粮道左參政，本年升湖廣右布政使，顺治三年（1646年）被革职。生平當大事，剛果不撓，挺然负荷。

## 著作
有《按晋疏草》、《歷楚平寇紀事》、《白雪堂诗集》、《千秋輿誦録》行世。